# HMS Conqueror (1969)
HMS Conqueror (S48) —  атомная подводная лодка ВМС Великобритании, второй корабль типа «Черчилль». Известна участием в англо-аргентинском конфликте. Единственная атомная подводная лодка, потопившая боевой корабль.

## Постройка
Заказана 9 августа 1966 года. Единственная из всех лодок этого типа, которая строилась на верфи Cammell Laird в Биркенхед. Спущена на воду в 28 августа 1969 года. В 1972—1973 годах прошла средний ремонт (с перезагрузкой активной зоны) и модернизацию на верфи в Чатеме.

## Служба
Входила в состав флота метрополии (англ. Naval Home Command), базировалась на Фаслейн (Клайдбанк). Оперативно подчинялась обычно командованию подводных сил НАТО в Северной Атлантике (NORSUBLANT).
Весной 1982 года была выделена для действий против Аргентины в Южной Атлантике. Вышла из базы 3 апреля. После трёхдневного слежения, 2 мая двумя попаданиями потопила аргентинский крейсер ARA General Belgrano. Для атаки использовала прямоидущие торпеды Mk8. По официальной версии, корабли сопровождения крейсера — эсминцы «Иполито Бушар» и «Пьедра Буэна», в сильном тумане потеряли визуальный контакт с «Бельграно» и не смогли организовать поиск и преследование «Конкерора». Вернулась в базу 4 июля, по окончании боевых действий.
В августе 1982 года лодка, совместно с американскими военными, участвовала в успешной операции «Официантка» по захвату советской секретной гидроакустической станции в Баренцевом море.

## Статус
Выведена из активного состава 2 августа 1990. После выгрузки активной зоны и периода отстоя в базе Девонпорт, находится в утилизации.